# Trenque Lauquen (film)
Trenque Lauquen è un film del 2022 diretto da Laura Citarella.

## Trama

### Parte prima
Laura, una botanica giunta nella città di Trenque Lauquen per le sue ricerche, scompare senza alcuna traccia. Il suo fidanzato, Rafael, giunto da Buenos Aires per cercarla, viene aiutato da Ezequiel, un impiegato del municipio che trasportava regolarmente Laura nei suoi siti di ricerca. Le loro indagini li portano da un luogo all'altro, finendo in un vicolo cieco. Ezequiel in realtà sa cose che Rafael non sa. Laura ha condiviso con lui un segreto: mentre faceva ricerche su donne storicamente importanti nella biblioteca locale, per una rubrica che stava scrivendo alla radio locale, ha scoperto delle lettere nascoste nei libri. Queste lettere provenivano da una certa Carmen Zuna, un'insegnante degli anni '60, sulle cui tracce Laura ed Ezequiel si erano messi in cammino. Anche se non l'hanno trovata, si sono avvicinati sempre di più l'uno all'altra, ed erano nelle prime fasi di una relazione romantica quando Laura è scomparsa.

### Parte seconda
Durante le sue rubriche radiofoniche, Laura ha sentito la giornalista che conduce il programma parlare di uno strano caso accaduto a Trenque Lauquen: un essere misterioso, umano o animale, è stato trovato nella laguna, studiata da una specialista, Elisa, che Laura riconosce da una foto sul giornale. Laura, infatti, aveva già incontrato Elisa, che le aveva chiesto di trovare una misteriosa pianta con piccoli fiori gialli. Laura trova la pianta e la porta a Elisa. Finisce anche per stabilirsi con Laura e la sua compagna in una casa isolata dove hanno segretamente accolto l'essere misterioso. A Laura, però, non è permesso vedere questo essere che si nutre dei fiori gialli. Dopo che Laura ha trascorso un periodo imprecisato di tempo con le due donne, un giorno  Elisa le dice che non più stare lì. Ritornata in paese, Laura vaga senza meta per alcuni giorni, finché, una mattina, riceve una chiamata da Elisa che le chiede di aiutarla perché lei e la sua compagna hanno lasciato la casa con la misteriosa creatura dopo che erano state denunciate.  Ezequiel viene a sapere tutta la storia quando la giornalista gli fa ascoltare una registrazione che Laura ha lasciato alla stazione radio. Nel frattempo, Laura, che era andata nella casa delle  due donne per prendere alcune delle piante di cui la "creatura" si nutre, riceve una telefonata da Elisa che le dice che non ha più bisogno di quello che le aveva chiesto e che non devono più rivedersi. Laura per un po' cerca di rintracciare Elisa, ma poi si allontana gradualmente nelle vaste campagne argentine, verso un destino ignoto.

## Distribuzione
Il film è stato presentato in anteprima nella sezione Orizzonti della 79ª edizione della Mostra del cinema di Venezia, al Festival Internazionale del Cinema di San Sebastián e il New York Film Festival. Il film è stato distribuito nelle sale cinematografiche in due parti.

## Accoglienza
Su Rotten Tomatoes, il film ha un indice di gradimento del 92% basato su 12 recensioni.